# Siegfried Kaske
Siegfried Kaske (* 2. Januar 1950; † 23. Dezember 2023 in Crailsheim) war ein deutscher Unternehmer, der Unternehmensbeteiligungen verwaltete.

## Geschäftstätigkeit
Kaske begann seine berufliche Laufbahn bei der ehemaligen Asko Deutsche Kaufhaus AG in Saarbrücken, wo er bereits 1983 Prokura erhielt und 1995 in den Vorstand berufen wurde. Im Zuge der Verschmelzung der Asko AG und der Kaufhof Holding AG mit der ehemaligen  Metro AG in Köln wechselte er 1996 zusammen mit dem Vorstandsvorsitzenden Klaus Wiegandt und dem Justitiar Wolf-Dietrich Loose in den Vorstand der Metro AG, den er Ende 1998 wieder verließ, um die etwa 250 Beteiligungen der drei verschmolzenen Gesellschaften neu zu ordnen.
Zunächst übernahm er 1999 gemeinsam mit Gustav Fritsche den Vorstand der Divaco Beteiligungs AG, die von der Metro AG, dem Gerling-Konzern und der Deutschen Bank gehalten wurde und die er 2004 erwarb; danach war er bis 2019 deren Alleinvorstand. Im selben Jahr übernahm er die Geschäftsführung der 1997 in Langenburg gegründeten Divafon Beteiligungsgesellschaft, ein Jahr später auch die der 1998 umfirmierten und von Chemnitz nach  Düsseldorf verlegten Divacom Beteiligungsgesellschaft. Beide Gesellschaften sind mit Einlagen von jeweils 324 bzw. 76 Millionen Euro Kommanditist der 1998 in Frankfurt am Main gegründeten Divaco Beteiligungs AG & Co. KG (seit 2010: Divaco Holding), deren Geschäfte von der Divaco Beteiligungs AG geführt werden, ebenso wie die der von 2003 bis 2006 bestehenden Divaco & Co. Handelsbeteiligungen KG. 2010 übernahm er die Geschäftsführung der Divaco Beteiligungsverwaltungs GmbH  von Bernhard Scholtes, der in den Vorstand der DFH Deutsche Fertighaus Holding wechselte, der größten Unternehmensbeteiligung der Divaco Holding, die er von 2001 bis 2004 und von 2016 bis 2019 als Vorstandsvorsitzender führte und deren Aufsichtsrat er seitdem vorsitzt.
Kaske steuerte seine mehr als 50 Unternehmensbeteiligungen seit 2002 von Langenburg aus. 

## Vermögen
Mit einem geschätzten Vermögen von ca. 300 bis 400 Millionen Euro gehörte er zu den 500 reichsten Deutschen.